# 程文著
程文著（1529年—？），字美中，號景山，直隸徽州府婺源縣人，民籍，明朝政治人物。

## 生平
應天府鄉試第四十名舉人。嘉靖四十一年（1562年）中式壬戌科三甲第一百三十二名進士。授永嘉县知县，擢户部主事，升郎中，出为袁州府知府。

## 家族
曾祖程嗣生；祖父程振琦；父程廷集，母汪氏。永感下。兄文章、文渊。弟文震、文藴。